# Segundo de Santa Teresa
Segundo García Cabezas o según su nombre religioso Segundo de Santa Teresa (Los Barrios de Nistoso, 24 de marzo de 1891 - Andújar, 31 de julio de 1936) fue un religioso sacerdote de la Orden trinitaria, asesinado durante la guerra Civil de España de inicios del siglo XX. Fue beatificado por el papa Benedicto XVI el 28 de octubre de 2007.

## Biografía

### Origen y formación
Segundo García nació en Los Barrios de Nistoso, Provincia de León, el 24 de marzo de 1891, en el seno de una familia cristiana.
Vistió el hábito trinitario en la comunidad de Alcázar de San Juan el 21 de abril de 1906, y allí emitió su profesión simple un año después, tomando el nombre de Segundo de Santa Teresa. Inmediatamente trasladado al convento de San Carlo alle Quattro Fontane en Roma, para cursar los estudios de filosofía en la Pontificia Universidad Gregoriana, donde, entre honores, consiguió el doctorado hacia 1910. Luego hizo sus estudios de teología en la misma alma mater entre 1910 y 1913. Profesó los votos solemnes el 14 de agosto de 1910 y fue ordenado sacerdote en Madrid, el 25 de enero de 1914

### Cargos
Segundo de Santa Teresa fue conventual de la casa de la Trinidad de Dalmacio-Vélez (Córdoba-Argentina), desempeñándose como profesor en el colegio de la Santísima Trinidad. Al regresar a España en 1919, fue nombrado profesor de teología en el convento de La Rambla, cargo que desempeñó hasta 1922. Fue vicario del convento de Barcelona de 1922 a 1923, profesor en el aspirantado de Algorta (Vizcaya) entre 1923 y 1928, profesor de filosofía en la casa de la Trinidad de Villanueva del Arzobispo entre 1928 y 1931, profesor de filosofía en el Santuario de la Virgen de la Cabeza de 1931 a 1934.
Además de los trabajos desempeñados al interno de su orden religiosa, Segundo, era conocido por sus dotes de orador y de organista y por sus artículos en la revista del Santo Trisagio.

### Martirio
La comunidad trinitaria del Santuario de la Virgen de la Cabeza, de la que formaba parte Segundo de Santa Teresa, fue obligada a dejar el santuario por los milicianos del Bando republicano, durante la guerra civil española. El padre Segundo, junto al resto de religiosos, fue enviado a Andújar el 28 de julio de 1936 y acogido, junto al padre Prudencio de la Cruz, en la casa de don Pascual Jiménez. El día de su detención, Segundo dijo a los milicianos:

¿Qué va a ser de esta sociedad, de un régimen que no admite religiosos? ¿No sabéis que los religiosos han sido los más grandes bienhechores de la humanidad en todos sus ramos y los más amigos de los pobres y trabajadores?
Segundo de Santa Teresa

El 31 de julio, los milicianos sacaron a dos de los religiosos, Prudencio de la Cruz y Segundo, de la casa donde se alojaban con la intención de llevarlos al Ayuntamiento, pero los asesinaron a tiros en la calle del Hoyo. Prudencio contaba con 53 años de edad. Ese mismo día, los milicianos también asesinaron a tres laicos de Andújar en plena calle.

## Beatificación
Segundo de Santa Teresa fue beatificado el 28 de octubre de 2007, por el papa Benedicto XVI, junto a otros nueve religiosos trinitarios, incluidos en un grupo de 498 mártires de la guerra de España del siglo XX.